# Boss Life
Boss Life è il quarto album solista del rapper statunitense Slim Thug, pubblicato nel 2013.

## Tracce
1. U Mad (It Ain't Easy Interlude) – 3:24 (musica: Mr. Lee)
2. Long Time – 3:57 (musica: G Luck 'n B Don)
3. Just Chill (featuring Big Sant & Big K.R.I.T.) – 3:55 (musica: Big K.R.I.T.)
4. 84S – 2:52 (musica: Big K.R.I.T.)
5. Love It (featuring Paul Wall & Chamillionaire) – 4:43 (musica: Mr. Lee)
6. Coming Down (Every Town) (featuring Kirko Bangz, Big K.R.I.T. & Z-Ro) – 4:55 (musica: G Luck 'n B Don)
7. Gotta Eat – 3:03 (musica: G Luck 'n B Don)
8. King Keraun (Skit) – 1:23
9. Flex 4Eva (featuring BeatKing & Boston George) – 3:50 (musica: G Luck 'n B Don)
10. Cocaine (featuring Boston George & Bun B) – 4:23 (musica: Mr. Lee)
11. Boss Life – 3:31 (musica: G Luck 'n B Don)
12. 1st n 15th (I'm Addicted Skit) (featuring Yo Gotti) – 4:01 (musica: Play-N-Skillz)
13. Bomb Ass Pussy – 3:12 (musica: G Luck 'n B Don)
14. Puttin In Work – 3:38 (musica: Mr. Lee)
15. What U Mean To Me (featuring Kevin Gates & Muggs) – 4:13 (musica: G Luck 'n B Don)
16. Slowed Down (featuring JustBrittany & Lil' Keke) – 3:14 (musica: Mr. Lee)
17. One Night (featuring Kirko Bangz) – 3:37 (musica: G Luck 'n B Don)
18. Go Long (featuring Z-Ro & Nipsey Hussle) – 4:53 (musica: Ralo)

## Classifiche
| Classifica (2013)         | Posizione massima |
| ------------------------- | ----------------- |
| US Independent Albums     | 27                |
| US Top Rap Albums         | 18                |
| US Top R&B/Hip-Hop Albums | 28                |